# Tityus carabobensis
Espèce
Tityus carabobensis est une espèce de scorpions de la famille des Buthidae.

## Distribution
Cette espèce est endémique de l'État de Carabobo au Venezuela. Elle se rencontre vers Bejuma.

## Étymologie
Son nom d'espèce, composé de carabob[o] et du suffixe latin -ensis, « qui vit dans, qui habite », lui a été donné en référence au lieu de sa découverte, l'État de Carabobo.

## Publication originale
- González-Sponga, 1987 : « Tres nuevas especies del genero Tityus de Venezuela (Scorpionida: Buthidae). » Boletín de la Sociedad Venezolana de Ciencias Naturales, vol. 41, no 144, p. 217-256.